# Крулевиці (Казімерський повіт)
Крулевиці (пол. Królewice) — село в Польщі, у гміні Бейсці Казімерського повіту Свентокшиського воєводства.
Населення — 331 особа (2011).
У 1975-1998 роках село належало до Келецького воєводства.

## Демографія
Демографічна структура на день 31 березня 2011 року:
|          | Загалом | Допрацездатний вік | Працездатний вік | Постпрацездатний вік |
| -------- | ------- | ------------------ | ---------------- | -------------------- |
| Чоловіки | 159     | 28                 | 107              | 24                   |
| Жінки    | 172     | 27                 | 89               | 56                   |
| Разом    | 331     | 55                 | 196              | 80                   |